# Dryochlora cinctuta
Dryochlora cinctuta är en fjärilsart som beskrevs av Saalmüller 1891. Dryochlora cinctuta ingår i släktet Dryochlora och familjen mätare. Inga underarter finns listade i Catalogue of Life.